# Кольонія-Сероцька
Кольонія-Сероцька (пол. Kolonia Serocka) — село в Польщі, у гміні Закшево Александровського повіту Куявсько-Поморського воєводства.
У 1975-1998 роках село належало до Влоцлавського воєводства.